# مملكة هرمز
مملكة هُرمُز ، مملكة عربية قامت في القرن العاشر الميلادي على السواحل الشرقية للخليج العربي، وقد اشتهرت بالتجارة وبالثراء الفاحش، وهي الميناء البحري لتجارة منطقة كرمان وسيستان، والساحل الغربي للخليج العربي؛ من الأحساء شمالًا، إلى رأس مسندم جنوبًا. كانت خيولها تصدر إلى الهند، وظلت على هذا الحال حتى القرن الخامس عشر؛ حيث يشير إليها الرحالة الإيطالي الشهير ماركو بولو بقوله: إن هرمز (مدينة عظيمة ونبيلة على البحر)، ويقول أيضا:
غدت هرمز مركزا لتجميع البضائع والسلع في جنوب الخليج العربي، وقد ذكرت في مخطوطات في القرن الحادي عشر للتاجرة الروسية أناتاسيا نيليستينا؛ كانت قد أبحرت إلى الهند عن طريق الخليج، قبل فاسكو دا غاما بأربعمائة سنة؛ حيث كتبت: "تعتبر مدينة هرمز مدينة تجارية عظيمة، يأتيها الناس من جميع أنحاء العالم، وتوجد فيها مختلف البضائع". وقد وصفها أحد المؤرخين الإنجليز، حسب الوثائق البريطانية ببلوغها مرتبة طيبة في القرن الثالث عشر، وأن شوارعها عبدت بالحصير وبعض المناطق بالسجاد، وامتد نفوذها إلى أجزاء من الساحل الشرقي من الخليج، فضلا عن مناطق على الساحل الغربي. وقد امتد نفوذهم إلى الكويت والقطيف وبعض أجزاء من عمان والبصرة لمدة مائتي عام قبل استيلاء البرتغاليين عليها.
استولى عليها البوكيرك سنة 1514م، وحكمها باسم التاج البرتغالي، ثم احتلها الصفويون عام 1622م، بعد أن تحالفوا مع الإنجليز.

## تاريخ هرمز
أرسى فيها الإسكندر المقدوني أسطوله في سنة 325 قبل الميلاد، وفي سنة 540م، اشتهرت باسمها، وكانت نصرانية نسطورية، ومركز مطرانية اسم مطرانها جبرائيل
فتحها المسلمون في عهد أبي موسى الأشعري؛ حيث وجه لها الربيع بن زياد.
وابتداء من حوالَي سنة 1100م كان لهرمز حكام من العرب؛ مؤسس هذا الحكم يدعى محمد وذريته هم ملوك عرب، وهو أمير عربي عبر الخليج من اليمن، وكون نفسه هناك، ولكن التاريخ هنا غير مؤكد، إلا أن أول اسم يظهر لحاكم من هذه السلالة هو الحاكم الثاني عشر، وفي خلال حكم الأمير الخامس عشر سنة 1301م، كانت هرمز القديمة على البر قد ناوشتها الغارات الوحشية المتكررة من جانب التتر، لدرجة أن الأمير وشعبه هجروا مدينتهم في البر الأصلي، وانتقلوا إلى جزيرة قشم، ومن ثم انتقلوا إلى جزيرة جيرون الجديدة، التي تقع وسط البحر، ويشقها قنال عرضه ثلاثة فراسخ، وسموها هرمز، ثم تحولت إلى مملكة.
وفي سنة 670هـ/ 1271م تمكن أمير هرمز محمود بن أحمد الكوسي (الكوشي) القلهاتي من الاستيلاء على جزيرة قيس، ومن ثم تمكن من إخضاع القطيف وجزر البحرين لدائرة نفوذه الممتد من الهند حتى البصرة. إلا أن سوغونجاق الحاكم المغولي لفارس لم يعجبه ذلك؛ حيث شكل ذلك تهديدا لمصالح المغول الاستراتيجية في السيطرة على طرق التجارة بين المحيط الهندي والبحار العربية، لذا قام سنة 671هـ/ 1272م ببناء أسطول في خور سيف، عند سواحل فارس، هاجم به أساطيل الأمير محمود، غير أنها باءت بالفشل، فاستأنف ببناء أسطوله البحري، واستولى على سفن العصفوريين ورعاياهم من سواحل وجزر بلاد البحرين، ثم هاجم أسطول الأمير محمود القلهاتي؛ حيث أحرز انتصارا أجبر محمودا على الرجوع إلى قلهات في عمان.

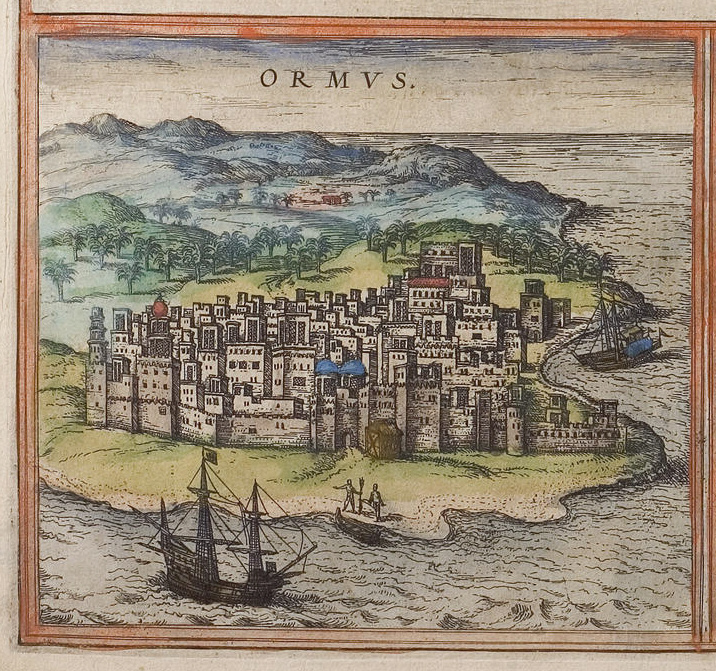
رسم لجزيرة هرمز من عام 1572، وقد ظهرت فيها المستعمرة البرتغالية

## الغزو البرتغالي
حين قدم البرتغاليون إلى سواحل الخليج في العام 1507م، كانت هناك دولة تجارية عظيمة الثراء، وإن كانت تفتقر إلى القوّة العسكرية والخبرة القتالية، وهي مملكة هرمز، التي تبعد نحو 12 ميلًا عن الساحل الفارسي، في مدخل الخليج؛ بسطت نفوذها على الساحل العربي من القطيف شمالًا، حتى رأس الحد جنوبًا، ودخلت في حوزتها البحرين وقشم. ومن ممتلكات هرمز أيضًا قلهات وقريات وصحار وخورفكان ومسقط ورأس الحد، وكذلك الأحساء والقطيف. وكانت تلك المدن تدفع إتاوة سنوية للمملكة، فمثلا كانت قلهات تدفع 1100 دينارًا أشرفيًا، ومسقط تدفع 4000 دينار أشرفي، وصحار وخورفكان 1500 دينار أشرفي لكل منهما.
بدأ البرتغاليون، بقيادة البوكيرك، باحتلال جزيرة هرمز سنة 1507م، فاستعدت مملكة هرمز لصد الغزو البرتغالي، فتجمع لذلك قوات من الفرسان على الساحل، من الفرس والعرب؛ حيث احتشد ما لايقل عن ثلاثين ألفا؛ من بينهم أربعة آلاف من الفرسان، كما كان في المرفأ أربعمائة سفينة. ولم يكن البرتغاليون بقيادة قائدهم البوكيرك يملكون أكثر من سبع سفن حربية، لم يتجاوز عدد بحارتها أكثر من أربعمائة وستين رجلا. وكان حاكم هرمز صبيا صغير السن، يسمى (سيف الدين)، ويحكم نيابة عنه مستشاره (الشيخ عطار).
وعلى الرغم من كل هذا التباين لم يتراجع البوكيرك عن تحقيق مأربه في الاستيلاء على الجزيرة، ولعل الروح الانتحارية التي كان يقاتل بها البوكيرك، والسفن المتطورة التي كان يقلها، والمدافع التي كان يستخدمها، وحالة الفوضى التي كانت عليها قوات هرمز؛ لعل كل ذلك كان في مقدمة العوامل التي عجلت بالسيطرة على الجزيرة، وكان هجوم القوات البرتغالية التي نفدت منها المواد الغذائية بمثابة هجوم الجياع على مستودعات التموين، وكانت كلمات البوكيرك إلى جنوده، وهو يحثهم على القتال: «إمَّا الانتصار، وإمَّا يقطع المسلمون رقابكم»، وإزاء استمرار القصف المدفعي البرتغالي لم يجد سيف الدين بُدًّا من طلب المفاوضات، والتي جرت في جو إرهابي، كانت نتيجتها أن قام البوكيرك أثناءها بطعن الشيخ عطار فجأة عندما كان يتحدث معه فقتله. وقد أسفرت المفاوضات عن الصلح بشروط قاسية؛ منها أن يظل سيف الدين في منصبه حاكما على هرمز، تحت السيادة البرتغالية، وأن يدفع لملك البرتغال مبلغ خمسة عشر ألف أشرفي جزية سنوية، وأن يسمح للبرتغاليين بإقامة منشآت عسكرية في بلاده. كذلك نص على إعفاء التجارة البرتغالية من أية رسوم جمركية.
باحتلال هرمز فرض البرتغاليون سيطرتهم على منطقة الخليج سيطرة تامة، وأصدر البوكيرك قرارا يمنع أية سفينة من ممارسة الملاحة في الخليج، قبل الحصول على تصريح من السلطات البرتغالية.
وقد استغل البرتغاليون انشغال قوات الشاه إسماعيل في شمال فارس في الحرب ضد العثمانيين، فوطَّدوا نفوذهم في جزيرة هرمز والساحل العماني، واستولوا على القطيف والبحرين، ونكثوا بذلك عهدهم للشاه إسماعيل بمساعدته في بسط حكمه عليها، وقد زار البوكيرك البحرين، عام 1515م، من أجل تعزيز العمل بمقتضى المعاهدات القائمة بين حاكمها المحلي وملك هرمز الخاضع من الآن للسيطرة البرتغالية. وكان الشاه إسماعيل قد حاول، في بدايات التهديدات البرتغالية لمملكة هرمز، أن يحث حكامها على الثورة ضد البرتغاليين، واعدًا إياهم بالمساعدة، غير أن حاكم هرمز أظهر خطاب الشاه للبرتغاليين، فانقلب الشاه إسماعيل على موقفه، طالبًا التحالف مع البرتغاليين ضد العثمانيين، ووقع اتفاقية معهم جاء فيها:
1. أن تساند البحرية البرتغالية القوات الإيرانية في الاستيلاء على البحرين والقطيف
2. يتعهد البرتغاليون بمساندة الشاه في القضاء على الحركات الانفصالية التي قامت في إقليم مكران
3. قيام حلف عسكري بين الطرفين ضد الدولة العثمانية
4. إعادة توران شاه إلى هرمز نائباً عن الملك البرتغالي عمانوئيل، وهذا يعني اعتراف الشاه بتبعية هرمز للبرتغاليين.

وقد انصرفت الدولة الصفوية خلال هذه الفترة إلى فتوحات في الشمال، وإلى حروب ضد العثمانيين. ولم تُولِ أمور الخليج اهتمامًا كبيرًا؛ فكان إسماعيل شاه يترك غالبًا المناطق الساحلية الجنوبية لحكام شبه مستقلين.

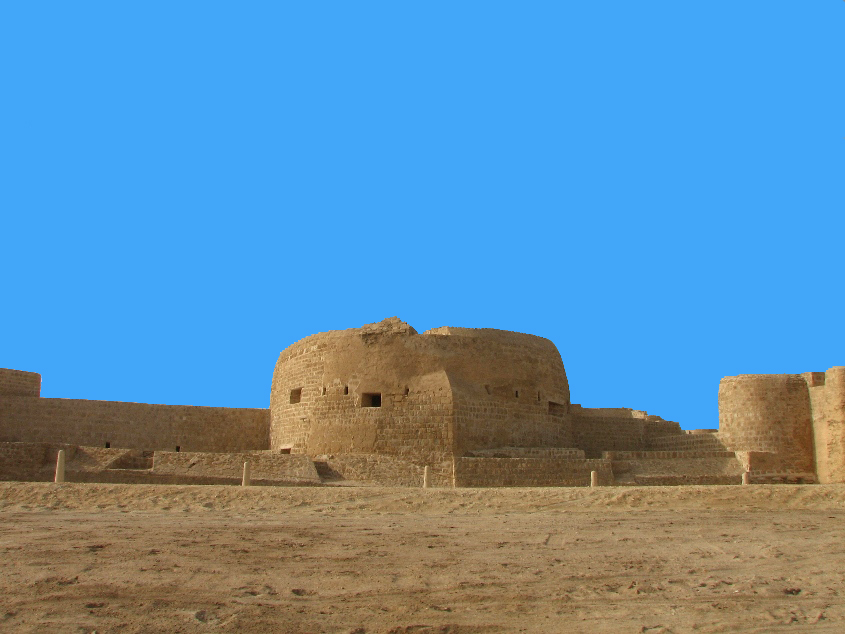
قلعة البحرين

### احتلال البحرين 1521
كان أمراء الجبور يدفعون ضريبة سنوية لهرمز مقابل تملكهم البحرين، ولكنهم استغلوا احتلال البرتغال الثاني لهرمز سنة 1515م فبدأوا بالمماطلة بتسديد الضرائب حسب شروط الاتفاقية بينهم وبين هرمز منذ أيام الأمير الأجود بن زامل، فانكشف العجز المالي الذي واجه الخزينة الهرمزية. لذا لجأ الهرامزة إلى البرتغاليين يحرضونهم على غزو البحرين والقطيف لاستعادتها واسترجاع الضرائب المتأخرة لفائدة الطرفين الهرمزي والبرتغالي، وتنفيذا لبنود الاتفاق بينهما يلزم البرتغال بالدفاع عن مملكة هرمز وممتلكاتها ضد أعدائها. وبما أن البرتغاليين لايمكنهم قهر الجبور برًا لتفوقهم في العمق الاستراتيجي القبلي، لذا فقد لجأوا إلى عمل عسكري يعتمد على تفوقهم البحري.
في 926هـ/ سبتمبر 1520م استغل ملك هرمز «توران شاه» والبرتغاليون فرصة غياب الأمير مقرن الجبري إلى الحج لغزو جزر البحرين، فحشدوا في هرمز قوات كبيرة بدعم من الأسطول البرتغالي. وواجه هذا الهجوم الشيخ حميد ابن أخت الأمير مقرن ومعه أهل البحرين، فقاد مقاومة شديدة ضد الحملة البرتغالية، وعطل نزول الجنود إلى البر. كما أدى هبوب الرياح والعواصف غير المتوقعة إلى تشتيت السفن الصغيرة للإنزال الأولي. لذا فقد أحبطت المحاولة الأولى على البحرين من تحقيق أهدافها.
ثم بدأت الحملة الثانية لغزو البحرين بقيادة أنطونيو كوريا، حيث حرص كوريا على أن تكون هذه الحملة أقوى من التي سبقتها.، وتحرك يوم 15 يوليو 1521/927هـ نحو البحرين، ولكنه تأخر بسبب الرياح العاتية والعواصف. وبالنهاية وصل يوم 21 يوليو. وعندما وصله خبر الاستعداد البرتغالي لغزو البحرين عاد الأمير مقرن بن زامل إلى بلاده بعد الحج بسرعة لعمل التحصينات اللازمة لمواجهة الحملة البرتغالية الهرمزية. كانت الاستعدادات بإعادة بناء سور قلعة البحرين، وبنى حاجزًا كبيرًا من الجص والجير قبالة الواجهة البحرية للقلعة لحماية المدينة،  كما وضع المتاريس على الساحل أمام القلعة حيث المياه الضحلة لمنع البرتغاليين من النزول إلى ذلك المكان. كما أنشأ العديد من الخوازيق والخنادق والمتاريس حول القلعة وداخلها. أما الاستعدادات القنالية، فقد جهز مقرن -حسب المصادر البرتغالية- أكثر من 11,000 مقاتل مزودين بمختلف الأسلحة، و300 فارس و400 من رماة السهام و20 تركيًا من حملة البنادق (التفنكجية).
وفي يوم 27 يوليو 1521 هاجمت القوات البرتغالية السور الذي أقامه الأمير مقرن، بعد أن ظلوا يدكونه بالمدافع. وخوفا من خيانة جنود هرمز -لعدم ثقة البرتغاليين بهم- فقد أمرهم أنطونيو كوريا بأن يبقوا في المراكب قريبًا من الساحل إلى أن يرسل إليهم إشارة النزول. ثم نزل أنطونيو ومعه 170 مقاتل وبجانبه أخوه ومعه 50 فارسًا إلى البر أمام القلعة، وعبروا الخندق. وتسلقوا الحائط الذي تضرر من قصف المدافع. وعندها انسحبت قوات مقرن ولجأت إلى المدينة حسب مخطط مدروس. فظن البرتغاليون أنهم انتصروا فعلًا، فطاردوا قوات مقرن نحو المدينة. فعندئذ قامت مجموعة أخرى من قوات مقرن بالالتفاف حولهم، وحاصروا البرتغاليين بين المدينة والسور الخارجي للقلعة، وبدا الرمي عليهم من كل جانب، فتكبد البرتغاليون عددًا كبيرًا من القتلى. فكان موقف كوريا صعبًا جدًا، حتى أنه أصيب بجرح في ذراعه اليمنى. فجنود مقرن من جهة والبحر من جهة ثانية.
تضيف المصادر البرتغالية التي كتبت عن المعركة -ونقل عنها جميع الكتاب المعاصرين- بأن الجنود قد أصابهم السأم والتعب والإرهاق الشديد. ذلك أن المعركة جرت في حر الصيف الساخن واستمرت لأكثر من يوم، وكانت تتوقف أحيانًا بسبب شدة الحرارة، ثم يعاود الطرفان الهجوم والهجوم المضاد. وازداد تعبهم واضطرابهم بعد جرح قائدهم أنطونيو كوريا، فبدا لدى القوات البرتغالية فكرة الرضوخ بالهزيمة والانسحاب،  ولكن ظهرت مفاجأة وهي إصابة الأمير مقرن بطلق ناري في رأسه وقيل في كتفه أو فخذه (وقيل قذيفة مدفع)، نقل على أثرها إلى أحد المساجد خلف ميدان القتال. واستلم الشيخ حميد ابن أخته قيادة الجيش، إلا أن وفاة الأمير مقرن بعد ثلاثة أيام -وقيل ستة أيام- كان له وقع الصاعقة، فانهارت معنويات جيشه ودبت روح الهزيمة في صفوفهم، وارتفعت معنويات البرتغاليون المنهارة، وشجعهم على مواصلة القتال، خاصة بعد فرار العديد من جنود الجيش الجبوري من أرض المعركة. وقد اكتفى البرتغاليون بما حققوه من نصر في البحرين، ولم يواصلوا تقدمهم ناحية القطيف، بسبب عنف المقاومة العربية، وخوفا من أن يستدرجهم عرب القطيف إلى داخل الجزيرة العربية.

### ثورة الجمارك ضد البرتغاليين
بعد أن استتب له الأمر في البحرين أبحر انطونيو كوريا في شهر أغسطس إلى غوا لمقابلة حاكم الهند دي سكويرا الذي أقر جميع القرارات والإجراءات الإدارية باستثناء انفراد الهرمزيين بمسؤولية جمع الضرائب، فأمر بتعيين موظفي الجمارك من البرتغاليين في البحرين وعمان، وتم تأسيس مركز جمرك برتغالي في البحرين بإشراف إدارة برتغالية بحتة لجمع الضرائب، مما أثر على اقتصاد هرمز، فأثار سخط وحفيظة الهرمزيين، إذ تبين للملك الهرمزي تورنشاه أن فائدتهم من احتلال البحرين قد ذهبت بلا معنى. فأشعل في نهاية 1521 ثورة سميت بثورة الجمارك.
لقد كان للإجراءات المعقدة التي مارسها البرتغاليون، واستيلائهم على عائدات الجمارك، وكذا العنف والقسوة التي اتسم بهما البرتغاليون؛ كل ذلك دفع بشعب هرمز إلى الإعلان عن سخطه وقيام تلك الثورة في هرمز والبحرين ومسقط وقريات وصحار في وقت واحد، وتم فيها حرق المراكب البرتغالية وقتل الحامية. عمت هذه الحركة المراكز كلها عدا مسقط التي كان حاكمها الشيخ راشد على خلاف مع حاكم هرمز، ولعل عنصر التوقيت ينم عن قدر كبير من التنظيم، مما أربك خطط البرتغاليين، وضاعف من خسائرهم البشرية. وتشير بعض المصادر إلى ان حاكم هرمز توران شاه هو الذي سعى إلى إشعال تلك الثورة، بالتنسيق مع حكام المدن الساحلية الخاضعة له بهدف التخلص من النفوذ البرتغالي. فأشعل النيران في هرمز، وظلت مشتعلة لأربعة أيام، اضطر توران شاه إلى الهرب إلى جزيرة قشم، إلا أن سكان الجزيرة اغتالوه بسبب تعاونه السابق مع البرتغاليين في غزو البحرين، وتمثيله بجسد مقرن بن زامل. لم تنجح تلك الثورة من تحرير المنطقة من البرتغاليين الذين تمكنوا من اخمادها بالتعاون مع جبور عمان.

### رفع الضرائب
وفي سنة 1529 قام «نونو داكونها» برفع الإتاوة السنوية على هرمز، فبلغت 100 ألف أشرفي، ولم تتمكن هرمز من دفعها، فتراكمت المتأخرات المستحقة إلى أن بلغت 377 ألف أشرفي سنة 1539، واستمر التأخير في الدفع يتصاعد حتى بلغ نصف مليون أشرفي سنة 1543. وبعد أن عجز الملك الهرمزي عن أداءها اتهمه البرتغاليون بالجنون، ثم قتل مسمومًا، وفرض على خليفته توقيع معاهدة جديدة مع البرتغاليين تنازل لهم بموجبها عن كل جمارك هرمز، وفي المقابل خصصوا له مبلغ 1800 أشرفي في السنة لإعالة نفسه، و10 آلاف أخرى لدفع نفقات الموظفين، بمن فيهم أمر الجمرك البرتغالي في هرمز، علمًا بأن عائدات هرمز من الجمارك التي أخذها البرتغاليون بلغت في تلك السنة 109 ألاف أشرفي.
ومنذ ذلك الحين تحول الحكم المحلي في هرمز إلى سلطة إسمية، وأصبح حكامهاألعوبة بيد البرتغاليين الذين لم يقيموا لهم أي اعتبار. وكثيرًا ماكان مسؤولو الجمارك البرتغاليون يحتجزون الأموال لأنفسهم، ولا يوردونها للملك ولا حتى لمصلحة الخزينة البرتغالية. ومع ذلك وعلى الرغم من تدهور الأوضاع السياسية وسيطرة البرتغاليين على اقتصادها وتجارتها، إلا أن هرمز استمرت تمارس دورًا تجاريًا مهمًا في تجارة الشرق حتى انهيارها سنة 1622.
لذا نرى أن هرمز مرت بثلاث أطوار في القرن السادس عشر:
1. في المرحلة الأولى الممتدة ما بين 1507-1523 شن البرتغاليون حملات عدة ضد هرمز وبذلوا جهدا ً كبيرا ً لتوطيد حكمهم فيها.
2. في المرحلة الثانية الممتدة ما بين 1523-1543 استطاع البرتغاليون أن ينتزعوا من ملوك هرمز تنازلات كبيرة في مجالات الجمارك والإدارة المحلية.
3. وفي المرحلة الأخيرة التي كانت مابين 1543 وحتى نهاية الوجود البرتغالي في الجزيرة سنة 1622، شهدت القضاء المبرم على آخر معالم السيادة المحلية حيث تحول ملك هرمز إلى حاكم رمزي يتلقى راتبًا متواضعًا من مسؤول القلعة البرتغالي.[47]

## سقوط مملكة هرمز
كان هناك تحالف أنجلو-فارسي لإزاحة الإمبراطورية الإسبانية-البرتغالية من الخليج، وكان الهدف هو السيطرة على الطريق البحري للتجارة بين الشرق والغرب. وبسبب ضعف الشاه عباس الصفوي عن امتلاك قوة بحرية كافية تمكنها من خوض صراع حربي مع دولة بحرية عريقة كالبرتغال، ارتبط بالإنجليز من خلال شركة الهند الشرقية البريطانية، للسيطرة على هرمز. نجح الشاه في طرد البرتغاليين من جلفار سنة 1619م، بالتعاون مع العرب، مما أدى إلى ضعف القوة البرتغالية المتواجدة في الخليج، وفي أعقاب ذلك عقد الإنجليز تحالفًا مع الشاه، مقابل الاحتفاظ بقلعة هرمز، ومنحهم نصف إيرادات جمرك جمبرون (بندر عباس) بشكل دائم. استسلم قائد القوات البرتغالية، بعد محاصرتهم في أسوار القلعة الحصينة، في الحادي والعشرين من أبريل سنة 1622م، طالبًا الهدنة، فتعهد الإنجليز بحماية البرتغاليين، في حين أن الأسرى المسلمين جرى تسليمهم للإمام قلي خان، الذي قتل أكثرهم، وكان من بينهم ملك هرمز محمود شاه، ووزيره وقاضيه. بعد سقوط مملكة هرمز انتقل معظم سكان المملكة الى داخل الأراضي العمانية بعيدا عن الأماكن الملتهبة على الساحل وانغمست مع تلك المجتمعات في داخل عمان فشكلت تحالفات مع بعض القبائل والكثير منها تألف مع مجموعات سكانية متنوعة بمسميات قبائل جديدة ، وتشير بعض المصادر الى ان جزء كبير من اولئك السكان وخاصة القبائل التي تنتمي الى البلوش انتقلوا الى شرقية عمان في جميع ولاياتها والجزء الاكبر استقر في جعلان بني بوعلي وتحالفت مع تلك القبائل فأصبحت من ضمن قبائل بني بو علي حلفا ومنها من سكن المضيبي والبعض الاخر انتقل الى مناطق الوسطى من عمان كالدقم والجازر وغيرها من المناطق

## ملوك هرمز
- الملك / محمد دَرَمكَة سنة 493هـ - 1100م
- سيف الدين بانصر
- محمود بن أحمد سنة 641هـ - 1244م إلى 676 هـ - 1278م
- سيف الدين نصرت من سنة 676هـ - 1278م إلى 689هـ - 1290م* بهاء الدين عياز سنة 693هـ - 1293م إلى 711هـ - 1311م، (بعد منافسات داخلية للصراع على الحكم)
- عزالدين كردان شاه 711هـ - 1311م إلى سنة 717هـ - 1317م
- قطب الدين تهتمن 719هـ - 1319م إلى سنة 747هـ - 1346م
- توران شاه 747هـ - 1346م إلى سنة 779هـ - 1377م
- ابن توران شاه
- حفيد توران شاه

تعاقب على حكم هرمز خلال المدة الواقعة بين 1400م و 1505م عشرة ملوك، قتل خمسة منهم، وعُزِل أربعة.

## ملاحظة
1. ↑  ليس هناك إليخان مغولي في فارس بهذا الإسم لذا ربما يكون هو حاكما لإقليم فارس
2. ↑  الدينار الأشرفي هو دينار من الذهب ضرب في عهد السلطان المملوكي الأشرف برسباي (825 هـ/1421 م - 842هـ/1438م) وأطلق عليه لقب الأشرفي، وهو يساوي الدوكات البندقي (3.45 جرام). أنظر عبد الرحمن فهمي محمد، النقود العربية ص:9 و 99

## الهوامش
1. ↑  التدمري، أحمد.، خوري، إبراهيم. سلطنة هرمز العربية المستقلة. رأس الخيمة، 1420 هـ، 1999
2. 1 2  الصراع الدولي في الخليج العربي (1500 - 1958)، د. صبري فالح الحمدي. ط 2010. دار الحكمة لندن. ISBN 1-904923-77-1
3. ↑  G N Curzon;Persia & the Persian Question, Vol II, London, 1892, P 418
4. ↑  هرمز نسخة محفوظة 03 مايو 2015 على موقع واي باك مشين.
5. ↑  حاتم، محمد ((1997).). تاريخ عرب الهولة: دراسة تاريخية وثائقية. {{استشهاد بكتاب}}: تحقق من التاريخ في: |سنة= (مساعدة)
6. ↑  السعدون، خالد ((2012)). مختصر التاريخ السياسي للخليج العربي منذ أقدم حضاراته إلى سنة 1971. {{استشهاد بكتاب}}: تحقق من التاريخ في: |سنة= (مساعدة)
7. ↑  صهوة الفارس فس تاريخ عرب فارس.
8. ↑  لتقسيمات الجغرافية والإدارية في شبه جزيرة عمان في العصر الإسالمي الوسيط من القرن 1هـ/ القرن7م إلى نهاية القرن9هـ/ القرن15م.
9. ↑  Roy Ferreira Andrade. The day Hormuz fell: memoirs of a Portuguese naval commander Roy Ferreira Andrade.
10. ↑  السمعاني، ج3، ص 147 - 148
11. ↑  البلاذري، فتح البلدان للبلاذري، ص 151 - 55
12. ↑  القاسمي، د. سلطان بن محمد. رِحْلةٌ بالِغَة الأهمِيَّة: المخطوطة الكاملة لكتاب دوراتي باربوزا ١٥٦٥م. مؤرشف من الأصل في 2024-12-08.
13. 1 2  حاتم (1997).
14. 1 2  تاريخ هجر. ج2. عبد الرحمن بن عثمان آل ملا. 1991. ص:180 - 181
15. ↑  رندة إسماعيلي. "مملكة هرمز أسسها أتراك إيران". مؤرشف من الأصل في 2019-12-14. اطلع عليه بتاريخ 2008-12-13.
16. ↑  النفوذ البرتغالي في الخليج العربي في القرن العاشر هجري- السادس عشر ميلادي. نوال حمزة الصيرفي (بحث جامعي في جامعة الملك عبد العزيز) سنة 1980، ص:49
17. ↑  كان البرتغاليون يهاجمون الساحل الشرقي لأفريقيا وقوافل الحجاج أثناء مرورهم للهند، وقد سمع الناس شيئاً عما ارتكبوه من فظائع في المحيط الهندي خلال التسع سنوات التي تلت دخولهم مياهه
18. ↑  السير ارنولدت ويلسون, تاريخ الخليج, ترجمة محمد أمين عبد الله ص 70.
19. ↑  د جمال زكريا قاسم, الخليج العربي في عصر التوسع الأوروبي الأول ص 53.
20. ↑  أرنولدت ويلسون: الخليج العربي, ص 70.
21. ↑  مملكة هرمز ضحية الصراع الصفوي العثماني على الخليج نقلا عن مجلة الواحة: العدد4 الكاتب فؤاد إبراهيم نسخة محفوظة 28 يناير 2008 على موقع واي باك مشين.
22. ↑  محمد حميد السلمان (2000م). الغزو البرتغالي للجنوب العربي والخليج في الفترة مابين 1507-1525م. العين: زايد للتراث و الثقافة. ص. 220-222. كانت البحرين تدفع سنويا لهرمز عوائد تقدر بحوالي 15000 أشرفي ذهب.
23. ↑  السلمان. الغزو البرتغالي ص:221
24. ↑  السلمان. الغزو البرتغالي ص:225-226
25. ↑  عبد الطيف ناصر الحميدان. التاريخ السياسي لإمارة الجبور. ص:79
26. ↑  السلمان. الغزو البرتغالي. ص:229
27. ↑  محمد محمود خليل 2006، صفحة 531.
28. ↑  ابن إياس، بدائع الزهور في وقائع الدهور، ج:5، ص:431
29. ↑  محمد حميد سلمان 2011، صفحة 89.
30. ↑  أحمد أبو شرب، مساهمة المصادر والوثائق البرتغالية في كتابة تاريخ البحرين. ص:124
31. ↑  نونو بي سلفا، صفحات من الغزو البرتغالي للبحرين، مجلة الوثيقة، عدد8 السنة الرابعة، المنامة 1986
32. 1 2  أحمد أبو شرب. ص:125
33. ↑  السلمان. الغزو البرتغالي. ص:231
34. ↑  محمد حميد السلمان 2011، صفحة 90.
35. 1 2 3  نونو بي سلفا، صفحات من الغزو البرتغالي للبحرين، ص:127
36. 1 2  السلمان. الغزو البرتغالي ص:232
37. ↑  محمد محمود خليل 2006، صفحة 535.
38. ↑  عبد الرحمن بن عثمان آل ملا 1991، صفحة 192.
39. 1 2  محمد حميد السلمان 2011، صفحة 91.
40. ↑  فالح حنظل: العرب والبرتغال في التاريخ. ص:312-313
41. ↑  أحمد زمان (14 يناير 2023). "إضاءات حول تاريخ البحرين (6)". صحيفة الأيام. مؤرشف من الأصل في 2023-01-15.
42. ↑  محمود شاكر (2000). ص 331
43. ↑  ويلسون: ص 80
44. ↑  البحرين وعلاقاتها الخارجية إبان القرن السادس عشر. د بشير زين العابدين. ص:76
45. ↑  بشير زين العابدين. ص:76
46. ↑  عصام سخنيني، (1997)، مملكة هرمز:أسطورة الخليج التجارية، ندوة الثقافة والعلوم، دبي. ص:113
47. 1 2  بشير زين العابدين. ص:77
48. 1 2 3 4  السعدون (2012)